# 永福镇 (沐川县)
永福镇，是中华人民共和国四川省乐山市沐川县下辖的一个乡镇级行政单位。

## 行政区划
永福镇下辖以下地区：
田家坝社区、新桥村、双河村、万寿村、油房村、永兴村、新华村、星海村、张村、楠木村、茶元村和同福村。